# Децимий Германиан
Деци́мий Германиа́н (лат. Decimius Germanianus; умер после 366 года) — древнеримский государственный и политический деятель, двукратный префект Галлии (в 361 и 363—366 гг.).

## Биография
Приблизительно в промежутке между 353 и 360 годом Германиан занимал должность консуляра Бетики. По всей видимости, в 361 году он временно исполнял обязанности префекта претория Галлии по приказу императора Юлиана «Отступника» до прибытия назначенного на эту должность Сатурния Секунда Саллюстия. Второй раз Германиан находился на посту префекта Галлии в 363—366 годах.